# アップル・ジャック
『アップル・ジャック』は、川原泉による日本の短編漫画作品。『花とゆめ』（白泉社）1984年24号に掲載された。初出時および「花とゆめコミックス」収録時には「陸の食欲魔人」の副題があった。
タイトルは、航空自衛隊における警戒態勢の3段階の符丁である旨が作中で説明されている。
- アップル・ジャック = 赤 = 交戦状態
- レモン・ジュース = 黄 = 空襲警戒態勢
- スノー・マン = 白 = 平時

## あらすじ
北原エリカは弟と二人暮らし。ある日、マンションの向かいに住む式部浩一郎の頭上に買ってきたリンゴを落としてしまう。
いったんは謝るエリカだったが、浩一郎が陸上自衛隊勤務と知ると、手のひらを返したように程度の低い（弟の透に呆れられるくらいの）いたずらを繰り返すようになる。実は北原姉弟はアメリカ軍中尉と日本人女性の間にできた子供で、父親はベトナム戦争従軍中に戦死していたのだった。そのため、エリカはひと一倍、戦争と軍隊を憎んでいたのだ。
ある日、薩摩汁を作ろうとした北原家だったが、味噌を切らしていた。向かいの式部家では醤油を切らしており、物々交換が成立する。また、ある日は特売で木箱ごと買ったリンゴを運ぶのに難儀していたエリカを浩一郎が手伝った。弟の透に言われたこともあって、お詫びかたがたアップルパイを向かいの式部家に差し入れるが、それは砂糖の分量が多すぎるアップルパイだった。しかし、それに更にメープルシロップをたっぷりかけて浩一郎は食べる。
ある日、エリカが屋外でのCMモデルの撮影中に崖から落ちそうになったところを勤務中の浩一郎が救い出したことで、エリカは自分の偏見を自覚し、毎日毎日だだ甘のアップルパイを作っては浩一郎に持って行くのだった。

## 登場人物
北原エリカ
主人公。19歳の女性で、モデルとして働いている。
北原透
16歳。エリカの弟。
式部浩一郎
30歳。陸上自衛隊一尉。独身。極度の甘い物好きであり、出勤時にもスーツの懐にペロペロキャンディを潜ませている。
式部久美子
浩一郎の兄夫婦の娘。幼稚園児。兄夫婦が亡くなったため、浩一郎に引き取られている。

## コミックス
花とゆめコミックス版
カレーの王子さま 食欲魔人シリーズ
- 1985年10月発行 ISBN 4-592-11750-6
- 収録作
  - カレーの王子さま
  - 陸の食欲魔人 アップル・ジャック
  - 海の食欲魔人 不思議なマリナー
  - 青い目の食欲魔人 ミソ・スープは哲学する
  - 宇宙の食欲魔人 アンドロイドはミスティー・ブルーの夢を見るか?
  - ジュリエット白書

白泉社文庫版
空の食欲魔人 川原泉傑作集
- 1994年9月発行 ISBN 4-592-88311-X
- 収録作 
  - 空の食欲魔人
  - カレーの王子さま
  - アップル・ジャック
  - 不思議なマリナー
  - ミソ・スープは哲学する
  - アンドロイドはミスティー・ブルーの夢を見るか?
  - 進駐軍（GHQ）に言うからねっ!
  - 3月革命
  - 月夜のドレス